# Lamellaria elata
Lamellaria elata is een slakkensoort uit de familie van de Velutinidae. De wetenschappelijke naam van de soort is voor het eerst geldig gepubliceerd in 1906 door Strebel.